# Pealius cambodiensis
Pealius cambodiensis là một loài côn trùng cánh nửa trong họ Aleyrodidae, phân họ Aleyrodinae.
Pealius cambodiensis được Takahashi miêu tả khoa học đầu tiên năm 1942.